# 上帝之子 (电影)
《上帝之子》（英語：Son of God）是2014年二十世纪福克斯推出的一部宗教史诗式电影。故事讲述耶稣的一生。

## 劇情簡介
約翰，是耶稣基督最后一位生存的門徒，在過著流放的生活，並開始記述他的故事。
耶穌降生於瑪利亞的家，他出生的那一天，三位智人造訪说他會是未来的王。33年后，成年的耶稣基督漫行布道到加利利，并且開始招收他的跟随者，從雅各、約翰 (使徒)，到漁民彼得、收稅者馬太，这些人都成了他的门徒。通过他的传道以及神迹，建立了大量称他为弥赛亚的信徒们。
耶稣告诉他的门徒们他们要进入耶路撒冷以庆祝即将到来的逾越節。耶稣骑着驴进入了城，见到了大量躺在路上的支持者以棕榈枝欢迎（即今天的棕枝主日）。該亞法恐惧耶稣的布道会煽动人民的不满，使他们在执政官本丟·彼拉多治下的邻近州郡造反。就在进入聖殿之前，耶稣预见到了加略人猶大的背叛......

## 角色
- Diogo Morgado - 耶穌
- Roma Downey - 馬利亞
  - Leila Mimmack - 青年時的馬利亞
- Joe Coen - 約瑟
- Amber Rose Revah - 抹大拉的馬利亞
- Darwin Shaw - 彼得
- Sebastian Knapp - 約翰
- Said Bey - 馬太
- Matthew Gravelle - 多馬
- Paul Marc Davis - Saint Simon
- Joe Wredden - 加略人猶大
- Louise Delamere - Claudia
- Simon Kunz - 尼哥底母
- Adrian Schiller - 該亞法
- Anas Cherin - 拉撒路
- Fraser Ayres - 巴拉巴
- Greg Hicks - 本丟·彼拉多
- Rick Bacon - 希律·安提帕斯

## 评价
烂番茄新鲜度22%，Metacritic上媒体综评38分，口碑不高。

## 票房
美国首周末收获2650万美元。